# Sturla Ásgeirsson
Sturla Ásgeirsson född den 20 juli 1980 i Reykjavik, är en isländsk handbollsspelare.
Han tog OS-silver i herrarnas turnering i samband med de olympiska handbollstävlingarna 2008 i Peking.